# Betty Whiteová
Betty Whiteová, rodným jménem Betty Marion White Ludden, za svobodna pouze White, (17. ledna 1922 Oak Park, Illinois – 31. prosince 2021 Los Angeles, Kalifornie) byla americká herečka a komička, která si zahrála v mnoha amerických filmech.

## Život
Byla třikrát vdaná, jejím posledním (třetím) manželem byl americký herec Allen Ludden, se kterým byla až do jeho smrti v roce 1981. Má i svou hvězdu na Hollywoodském chodníku slávy. Je jediným člověkem, který byl nominovaný na cenu Emmy ve všech kategoriích, na Emmy byla nominovaná v letech 1951–2011. V roce 2012 získala cenu Grammy, a stala se tak nejstarší držitelkou této ceny. Také byla o ní několikrát zmínka v seriálech Simpsonovi (například v epizodě Homerazzi) nebo Griffinovi. Když v roce 2020 vypukla pandemie covidu-19, měli Američané strach, aby Betty Whiteová vzhledem ke svému vysokému věku covidem-19 neonemocněla. Američany nicméně uklidnila tvrzením, že je zdravotně v pořádku.

## Filmografie (výběr)
- Rada a souhlas (1962)
- Svatý muž (1998)
- Povodeň (1998)
- Dennis postrach okolí znovu zasahuje (1998)
- Jezero (1999)
- Druhá šance (1999)
- Příběh malého slona – dabing (2000)
- Dům naruby (2003)
- Třetí přání (2005)
- Návrh (2009)
- Láska a tanec (2009)
- Zase ona! (2009)
- Lorax – dabing (2012)